# Ü
La Ü, in minuscolo ü, è una lettera che viene utilizzata da diversi alfabeti, che si basano sull'alfabeto latino, per esprimere tipici suoni non rappresentabili con altre lettere, di solito la vocale anteriore chiusa arrotondata.
Non deve essere confusa con la U accompagnata da umlaut o da dieresi poiché in questi casi si tratta di una normale lettera U il cui valore fonetico è modulato dall'aggiunta dell'accento. La Ü invece rappresenta una vera e propria lettera tipica di alcuni alfabeti.
La lettera Ü compare nell'alfabeto tedesco, ungherese, ligure, lombardo, careliano, turco, uiguro latino, estone, azero, turkmeno, spagnolo, portoghese e olandese.

## La Ü in tedesco
In lingua tedesca, la ü ha un suono breve e un suono lungo. Le sue trascrizioni fonetiche IPA sono [ʏ] e [y:]. Es:
[ʏ]:
Müll – rifiuti
Für die nächsten vier Jahre – Per i prossimi quattro anni.
[y:]:
Über die Straße – sulla strada.
Fühlt nicht durch dich Sarastro Todesschmerzen, So bist du meine Tochter nimmermehr – Se Sarastro non sentirà il dolore e la morte attraverso di te, tu non sarai più figlia mia.

## La Ü in Lombardo
La lettera Ü in Lombardo, rappresenta il fonema /y/.

## La Ü in ungherese
La lettera Ü, in ungherese, è abbastanza rara e si pronuncia come la Ü tedesca [y]. Es:
Mit sütsz kis szűcs? – Che cosa cucini?
Örülök, hogy találkoztunk – Piacere di conoscerti.
Üdvözöljük Magyarországon – Benvenuto in Ungheria.

## La Ü in estone
In lingua estone, la ü si pronuncia più o meno come in ungherese e in tedesco, solo che leggermente più lunga [y:]. La lettera ü si può anche ritrovare in due dei numerosi dittonghi estoni, cioè üe ed üi. Si presenta anche negli agglomerati sillabici, dei composti di significato che possono arrivare anche a trenta lettere, come l’esempio n.3. Es:
Ma ei saa rääkida teürgi keeles – non so parlare turco.
Olen olnud meresõit kolmkümmend aastat – ho fatto il Marinaio per trent‘anni.
sünnipäevanädalalõpiüpeopärastlõünaväsimatus – energia illimitata usata una sera di domenica dopo aver festeggiato un compleanno per tutto il fine settimana.

## La Ü in turco
In lingua turca, la lettera ü, insieme alla ö, alla e ed alla ı, è detta vocale frontale, perché si pronuncia con le labbra e con la parte anteriore del palato. Es:
O çocuk kötü davranıyor – quel bambino si comporta male.
Türkçe sözlüğümü kaybettim – ho perso il mio dizionario di turco.
Şampanya'da yetişen üzümlerden mükemmel bir şarap üretilir – dall‘uva coltivata nella Champagne si produce un ottimo vino.

## La Ü in azero
L‘alfabeto azero è una variante dell‘alfabeto turco. Si differenzia da quest‘ultimo solamente per la presenza del carattere Ə, spesso sostituito dalla ä. La ü, in azero, si pronuncia, non tenendo conto delle inflessioni locali, esattamente come in turco. Es:
Mən Azərbaycana qayıtmaq üçün qətiliklə gedirəm – Devo assolutamente tornare in Azerbaigian.
Mən başa düşmürəm! – Non riesco a capire!
günahkar sizdən niə ü biri – il colpevole è uno di voi.

## Scrittura al computer
| Sistema operativo | Windows        | Windows        | macOS                           | Linux                                         |              |
| Risultato atteso  | Combinazione 1 | Combinazione 2 | Combinazione                    | Combinazione                                  | Combinazione |
| ----------------- | -------------- | -------------- | ------------------------------- | --------------------------------------------- | ------------ |
| ü                 | Alt + 0 2 5 2  | Alt + 1 2 9    | Alt ⌥ + U seguiti da U          | ⇧ Maiusc + Alt Gr + . seguiti da U            |              |
| Ü                 | Alt + 0 2 0    | Alt + 1 5 4    | Alt ⌥ + U seguiti da ⇧ Maiusc U | ⇧ Maiusc + Alt Gr + . seguiti da ⇧ Maiusc + U |              |

Sulla tastiera italiana sotto sistema operativo Microsoft Windows, si usa la combinazione di tasti con la tastiera numerica.